# ファン・マヌエル・マルケス
フアン・マヌエル・マルケス（Juan Manuel Márquez Mendez、1973年8月23日 - ）は、メキシコの元プロボクサー。メキシコシティ出身。元WBAスーパー・IBF・WBO世界フェザー級王者。元WBC世界スーパーフェザー級王者。元WBAスーパー・WBO世界ライト級統一王者。元WBO世界スーパーライト級王者。世界4階級制覇王者。
トレーナーはイグナシオ・ベリスタイン。

## 概要
攻撃力の高さから「Dinamita（ディナミータ）」（スペイン語でダイナマイトを意味する）の異名を持つ。ボクシング一家に育ち、弟のラファエル・マルケスは元2階級制覇王者である。2007年に弟ラファエルと共に史上初の兄弟同時2階級制覇を成し遂げた。

## 来歴
治安の悪いイスタパラパ地区で育ち、8歳で元プロボクサーの父親からボクシングを習い始め、12歳の時から名匠イグナシオ・ベリスタインに師事するようになる。アマチュアボクシング戦績は35勝1敗。
1991年にプロデビュー予定だったが、デビュー直前のある日、オレンジを取ろうと木に登った際に落下して背骨に重傷を負った。その後、奇跡的に回復したがプロデビューは2年遅れることとなる。
1993年5月29日、19歳でプロデビュー。プロデビュー戦では初回に3度のダウンを奪うが、2回開始時に反則負け。この時の対戦相手がコミッション・ドクターのお抱え選手であったため、露骨な贔屓判定によって黒星を付けられた。
その後は順調に勝ちを重ね1997年2月23日、NABO北米フェザー級王座を獲得した。マルケスは22ヶ月連続でWBO世界フェザー級王者ナジーム・ハメドの指名挑戦者として君臨していたが、WBOはハメドがマルケス以外の相手と戦うことを許可し続けたため、挑戦することができず、「無冠の帝王」と呼ばれた。
同王座を7度防衛した後、1999年9月11日、WBA世界フェザー級王者フレディ・ノーウッドと対戦。実質2度のダウンを奪ったにもかかわらず、レフェリーはダウンをとらず、結果は判定負けで王座獲得ならず。
その後は、2002年3月9日、ロビー・ピーデンを10回TKOで破り、NABF北米王座とUSBA全米王座を獲得するなど、KO勝ちを続けて、フェザー級最強の呼び声も高い実績を作った。
2003年2月1日、IBF世界フェザー級王座決定戦でマヌエル・メディナと対戦。7回TKO勝ちを収め王座獲得に成功した。遂に無冠の帝王を返上した。この試合で、メディナから最初のダウンを奪ったカウンター3連打は評価が高い（カウンターとは普通、一発につき一発を返すのに対し、この時マルケスは相手の体の勢いが残っているうちに3発打ち込んだ）。
2003年11月1日にはWBA世界フェザー級王者デリック・ゲイナーを7回ドクターストップ判定（実質戦意喪失のTKO勝ち）で破りWBA王座とIBF王座の統一に成功した。2004年4月にWBAよりスーパー王座に認定された。
2004年5月8日、マニー・パッキャオと対戦し、初回に3度のダウンを奪われるが、その後に反撃して、判定三者三様の引き分けドローでWBA王座の初防衛とIBF王座の2度目の防衛に成功した。
WBA・IBF世界フェザー級王座を3度防衛した後、（後述する不運な理由により）指名戦が成立しなかったためIBF世界フェザー級王座を剥奪されてしまい、自動的にWBA世界フェザー級スーパー王座も剥奪された。その後2006年3月4日、WBA世界フェザー級王座を賭けて敵地インドネシアでクリス・ジョンと対戦し0-3判定で敗れて王座獲得に失敗した。
2006年8月5日にネバダ州ステートラインのモントブルーリゾートカジノ&スパで行われたWBO世界フェザー級暫定王座決定戦でターサク・ジャンデーンに7回1分13秒TKO勝ちを収め、王座獲得に成功した。2006年12月に正規王者スコット・ハリソンが防衛戦をキャンセルして返上、正規王者に昇格した。
2007年3月17日、WBC世界スーパーフェザー級王者マルコ・アントニオ・バレラと対戦し、3-0の判定勝ちで王座獲得に成功した。同時期に史上初の兄弟同時2階級制覇を達成した。
2007年11月3日、シドニーオリンピック銀メダリストのリカルド・ファレスと対戦し12回判定勝ちを収め、初防衛に成功した。
2008年3月15日、ラスベガスで行われた2度目の防衛戦でマニー・パッキャオと再戦。3回にダウンを奪われるがその後に反撃、初対戦時以上の激闘を繰り広げ、1-2の判定負け。王座から陥落。パッキャオを支持した二人のジャッジのうちの一人の採点は113-114とわずか1ポイント差だった。
判定に不満を抱くマルケスは試合直後から即座にパッキャオとのラバーマッチを要求し続けたが、パッキャオは再戦を拒否してライト級に転級。これを受けてマルケスもパッキャオを追いかけてライト級へと転級した。
2008年9月13日、ラスベガスでリングマガジン世界ライト級王者ホエール・カサマヨールと対戦し、11回KO勝ちで王座獲得に成功した。なお、カサマヨールはこれが生涯初のKO負け。
2009年2月28日、ヒューストンのトヨタセンターでファン・ディアスと対戦。この試合は元々はリングマガジン世界ライト級王者マルケスとIBO世界ライト級王者ディアスとの王座統一戦になる予定だった（興行のキャッチコピーも「Champion vs Champion」だった）。しかし、IBF・WBO世界ライト級王者のネート・キャンベルが2月14日のアリ・フネカ戦の前日計量で王座を剥奪されてWBA世界ライト級スーパー王座、IBFとWBOの世界同級王座が空位となったことから、マルケスvsディアス戦はWBA世界ライト級スーパー王座決定戦並びにWBO世界ライト級王座決定戦となることが決定した。
試合は序盤から壮絶な激闘となり、ダウンもKO負けも一度も無いディアスに対して9ラウンドに2度のダウンを奪って逆転KO勝ちを収め、WBAスーパー王座とWBO王座の獲得に成功し、3階級制覇を達成した。この試合は2009年のリングマガジン ファイト・オブ・ザ・イヤーに選出された。
2009年5月2日、ラスベガスのMGMグランド・ガーデン・アリーナで行われた記者会見で、7月18日に現役復帰するフロイド・メイウェザー・ジュニアとの144ポンド契約のノンタイトル12回戦が発表された。その後、メイウェザーがトレーニング中に負傷したことにより、試合は2009年9月19日に同じ場所での開催へと延期されて行われた。計量時にメイウェザーが契約体重を2ポンドオーバーしたものの、144ポンドという契約が両者間のプライベート契約だったため、メイウェザーが1ポンドにつき30万ドル（計60万ドル）の違約金を払うだけで失格にはならず、ウェルター級契約ノンタイトルマッチとして試合は成立した。試合ではスーパーライト級以上の階級への挑戦はこの試合が初であるマルケスの動きが鈍く、さらに階級が上のメイウェザーに予想以上のスピード差を見せつけられ、2ラウンドに左フック一発でダウンを喫するなど、12回0-3の大差判定負けを喫した。
2010年7月31日、ラスベガスのマンダレイ・ベイ・イベント・センターでファン・ディアスと再戦し、12回3-0の判定勝ちでWBAスーパー王座とWBO王座の初防衛に成功した。
2010年11月27日、WBO世界ライト級暫定王者マイケル・カティディスと対戦し、ダウンを奪われるものの、9回TKO勝ちでWBAスーパー王座とWBO王座の2度目の防衛に成功した。
2011年7月16日、メキシコ・カンクンにて、元WBA世界スーパーフェザー級暫定王者のリカル・ラモス（コロンビア）とスーパーライト級10回戦を行い、初回TKO勝ちを収めた。
2011年11月12日、ラスベガスのMGMグランド・ガーデン・アリーナで、WBO世界ウエルター級王者マニー・パッキャオと144ポンド契約のキャッチウェイトで通算3度目の対戦。マルケスが巧みなカウンターを駆使してパッキャオを追い詰め、5回と9回には激しく打ち合うなど接戦の末に全12ラウンドが終了。試合終了直後、勝利を確信して右手を突き上げたマルケスに対して、パッキャオはガックリとうなだれるなど対照的な表情であったが、結果は0-2の僅差判定負け。
2012年1月4日、WBAからWBA世界ライト級スーパー王座を剥奪され、その2日後の1月6日にWBO世界ライト級王座も返上。
2012年4月14日、メキシコシティのアレナ・シウダ・デ・メヒコで、教授の異名をとるセルゲイ・フェドチェンコ(ウクライナ)とWBO世界スーパーライト級暫定王座決定戦を行い、3-0(119-109、118-110、118-110)の判定勝ちを収めメキシコ人としてホルヘ・アルセ、エリック・モラレスに続いての4階級制覇を達成した。なお、この興行での対戦相手との交渉では、プロモーターがオーソドックススタイルの有力選手との対戦をマルケスにオファーするも、パッキャオとの再戦に闘志を燃やすマルケスは「パッキャオと同じサウスポーの選手が相手でなければ駄目だ」と、頑なにパッキャオ戦を見据えた試合にこだわったため、交渉が難航した。
2012年6月、ティモシー・ブラッドリーがWBO世界ウェルター級王座の獲得に伴いWBO世界スーパーライト級王座を返上した為、空位となった正規王座に認定され、スーパー王座にも認定された。
2012年12月8日、MGMグランド・ガーデン・アリーナで、元WBO世界ウェルター級王者マニー・パッキャオとウェルター級契約で通算4度目の対戦。WBOはこの試合の勝者に「Champion of the Decade（過去10年間で最高の世界王者）」と認定するチャンピオンベルトを授与することを発表した。試合は3回に右のロングフックでダウンを奪い、5回に逆にパッキャオにダウンを奪われるが、6回終了間際、パッキャオが左ストレートを打つべく踏み込んだところを強烈な右カウンターで迎え撃ち、ダウンを奪い6回2分59秒KO勝ちを収めた。この試合は2012年のリングマガジン ファイト・オブ・ザ・イヤーに選出された。しかし試合後、マルケスの肉体が年齢不相応にビルドアップされていたことから、ドーピング疑惑が持ち上がった。マルケスの陣営には、かつてステロイドの売人だったアンヘル・ギジェルモ・エレディアがいたことも疑惑を深める一因となった。
2013年8月、WBOから王座を1度も防衛せずに、同年10月12日にWBO世界ウェルター級王者ティモシー・ブラッドリーに挑戦するマルケスに対し王座を返上するよう要請があったのだが、マルケスはブラッドリー戦が終わるまで待ってくれないかとWBOに尋ね、王座を返上する意思の無いことも伝えた。
2013年10月12日、ラスベガスのトーマス&マック・センターで、WBO世界ウェルター級王者ティモシー・ブラッドリーと対戦。当初は同年9月14日に予定されていたが、同日にフロイド・メイウェザー・ジュニアとサウル・アルバレスの対戦が決定した為、延期となった。試合は1-2（112-116、113-115、115-113）の判定負けで、ホルヘ・アルセ以来の5階級制覇達成とはならなかった。王座獲得に失敗したマルケスは、王座を剥奪され、WBO世界スーパーライト級2位に降格となった為、WBO世界スーパーライト級暫定王者のマイク・アルバラードが正規王者になった。
2014年5月17日、カリフォルニア州イングルウッドのザ・フォーラムで元WBO世界スーパーライト級王者マイク・アルバラードと143ポンド契約12回戦を行い、12回3-0（117-109×2、119-108）の判定勝ちを収め再起に成功した。
2017年8月4日、右肩の負傷から回復出来ない事を理由に現役引退を表明した。

## 戦績
- アマチュアボクシング：36戦 35勝 1敗
- プロボクシング：64戦 56勝 (40KO) 7敗 1分

| 戦           | 日付           | 勝敗 | 時間     | 内容         | 対戦相手                             | 国籍           | 備考                                                          |
| ------------ | -------------- | ---- | -------- | ------------ | ------------------------------------ | -------------- | ------------------------------------------------------------- |
| 1            | 1993年5月29日  | ★    | 1R       | 反則         | ハビエル・デュラン                   | メキシコ       | プロデビュー戦                                                |
| 2            | 1993年6月26日  | ☆    | 3R       | KO           | ハビエル・キロス メキシコ            | メキシコ       |                                                               |
| 3            | 1993年9月18日  | ☆    | 2R       | KO           | イスラエル・フローレス               | メキシコ       |                                                               |
| 4            | 1993年10月1日  | ☆    | 5R       | KO           | イザック・コルテス                   | メキシコ       |                                                               |
| 5            | 1994年5月7日   | ☆    | 6R       | 判定 3-0     | ロマン・ポブラノ                     | メキシコ       |                                                               |
| 6            | 1994年8月27日  | ☆    | 2R       | KO           | グレゴリオ・シルバ                   | メキシコ       |                                                               |
| 7            | 1994年10月1日  | ☆    | 4R       | 判定         | イスラエル・フローレス               | メキシコ       |                                                               |
| 8            | 1994年11月12日 | ☆    | 2R       | KO           | ホセ・ルイス・モンテス               | メキシコ       |                                                               |
| 9            | 1994年12月3日  | ☆    | 4R 0:34  | KO           | イスラエル・ゴンザレス               | メキシコ       |                                                               |
| 10           | 1995年1月30日  | ☆    | 1R       | KO           | マーティン・オチョア                 | メキシコ       |                                                               |
| 11           | 1995年4月24日  | ☆    | 10R      | 判定 3-0     | フリオ・セサール・サンチェス・レオン | メキシコ       |                                                               |
| 12           | 1995年7月10日  | ☆    | 6R 2:10  | KO           | フリオ・セサール・ポルティロ         | メキシコ       |                                                               |
| 13           | 1995年9月25日  | ☆    | 1R 2:30  | KO           | ミゲール・ロドリゲス                 | プエルトリコ   |                                                               |
| 14           | 1995年11月6日  | ☆    | 10R 2:55 | TKO          | ジュリアン・ウィーラー               | アメリカ合衆国 |                                                               |
| 15           | 1996年3月4日   | ☆    | 4R 1:42  | KO           | ヘクター・ウリセス・チョン           | メキシコ       |                                                               |
| 16           | 1996年4月29日  | ☆    | 8R 0:35  | KO           | フリオ・ヘルバシオ                   | ドミニカ共和国 |                                                               |
| 17           | 1996年7月8日   | ☆    | 10R      | 判定 3-0     | フレディ・クルス                     | ドミニカ共和国 |                                                               |
| 18           | 1996年10月19日 | ☆    | 10R      | 判定 3-0     | ダリル・ピンクニー                   | アメリカ合衆国 |                                                               |
| 19           | 1996年12月9日  | ☆    | 8R 終了  | TKO          | ロドリゴ・バレンズエラ               | メキシコ       |                                                               |
| 20           | 1997年2月3日   | ☆    | 10R 終了 | TKO          | セドリック・ミンゴ                   | アメリカ合衆国 | NABO北米フェザー級王座決定戦                                  |
| 21           | 1997年4月21日  | ☆    | 12R      | 判定 3-0     | アガピト・サンチェス                 | ドミニカ共和国 | NABO防衛1                                                     |
| 22           | 1997年7月14日  | ☆    | 7R 1:37  | TKO          | カタリーノ・ベセラ                   | パナマ         | NABO防衛2                                                     |
| 23           | 1997年9月27日  | ☆    | 12R 2:17 | KO           | ビンス・ハワード                     | ガイアナ       | NABO防衛3                                                     |
| 24           | 1997年11月22日 | ☆    | 12R      | 判定 3-0     | アルフレド・コティ                   | ガーナ         | NABO防衛4                                                     |
| 25           | 1998年3月16日  | ☆    | 9R 2:18  | TKO          | ルイス・サムディオ                   | パナマ         |                                                               |
| 26           | 1998年6月20日  | ☆    | 4R 0:40  | TKO          | ファン・ヘラルド・カブレラ           | アルゼンチン   | NABO防衛5                                                     |
| 27           | 1998年8月22日  | ☆    | 8R 1:09  | TKO          | エンリケ・フピテル                   | メキシコ       | NABO防衛6                                                     |
| 28           | 1998年10月24日 | ☆    | 3R 2:24  | KO           | フランシスコ・アレオラ               | メキシコ       | NABO防衛7                                                     |
| 29           | 1999年2月20日  | ☆    | 1R 1:54  | KO           | ホセ・ヘスス・ガルシア・アギーレ     | メキシコ       |                                                               |
| 30           | 1999年5月10日  | ☆    | 2R 2:02  | KO           | ウィルフレッド・バルガス             | プエルトリコ   |                                                               |
| 31           | 1999年9月11日  | ★    | 12R      | 判定 0-3     | フレディ・ノーウッド                 | アメリカ合衆国 | WBA世界フェザー級タイトルマッチ                               |
| 32           | 1999年11月20日 | ☆    | 8R 2:01  | TKO          | レミヒオ・モリナ                     | アルゼンチン   |                                                               |
| 33           | 2000年5月20日  | ☆    | 12R      | 判定 3-0     | ロケ・カシアニ                       | コロンビア     | NABO北米フェザー級王座決定戦                                  |
| 34           | 2000年8月27日  | ☆    | 7R 終了  | TKO          | ダニエル・ヒメネス                   | プエルトリコ   |                                                               |
| 35           | 2000年10月22日 | ☆    | 3R 1:14  | TKO          | レイナンテ・ハミリ                   | フィリピン     |                                                               |
| 36           | 2001年2月11日  | ☆    | 7R 1:54  | TKO          | ショーン・フレッシャー               | アメリカ合衆国 |                                                               |
| 37           | 2001年4月1日   | ☆    | 2R 2:50  | TKO          | ベビー・ロロナ                       | フィリピン     |                                                               |
| 38           | 2001年8月19日  | ☆    | 7R 終了  | TKO          | フリオ・ガンボア                     | ニカラグア     |                                                               |
| 39           | 2001年10月19日 | ☆    | 1R 0:56  | TKO          | ジョニー・ウォーカー                 | アメリカ合衆国 |                                                               |
| 40           | 2002年3月9日   | ☆    | 10R 終了 | TKO          | ロビー・ピーデン                     | オーストラリア | NABF北米フェザー級タイトルマッチ USBA全米フェザー級王座決定戦 |
| 41           | 2002年6月21日  | ☆    | 10R 0:28 | TKO          | ヘクター・マルケス                   | メキシコ       |                                                               |
| 42           | 2003年2月1日   | ☆    | 7R 1:18  | TKO          | マヌエル・メディナ                   | メキシコ       | IBF世界フェザー級王座決定戦                                   |
| 43           | 2003年8月16日  | ☆    | 9R 終了  | TKO          | マルコス・リコナ                     | メキシコ       |                                                               |
| 44           | 2003年11月1日  | ☆    | 7R 2:37  | 負傷判定 3-0 | デリック・ゲイナー                   | アメリカ合衆国 | WBA・IBF世界フェザー級王座統一戦 WBA獲得・IBF防衛1            |
| 45           | 2004年5月8日   | △    | 12R      | 判定 1-1     | マニー・パッキャオ                   | フィリピン     | WBA防衛1・IBF防衛2                                            |
| 46           | 2004年9月18日  | ☆    | 12R      | 判定 3-0     | オルランド・サリド                   | メキシコ       | WBA防衛2・IBF防衛3                                            |
| 47           | 2005年5月7日   | ☆    | 12R      | 判定 3-0     | ビクトル・ポロ                       | コロンビア     | WBA防衛3・IBF防衛4                                            |
| 48           | 2006年3月4日   | ★    | 12R      | 判定 0-3     | クリス・ジョン                       | インドネシア   | WBA世界フェザー級タイトルマッチ                               |
| 49           | 2006年8月5日   | ☆    | 7R 1:13  | TKO          | ターサク・ジャンデーン               | タイ           | WBO世界フェザー級暫定王座決定戦                               |
| 50           | 2006年11月25日 | ☆    | 9R 2:48  | TKO          | ジムレックス・ハカ                   | フィリピン     | WBO防衛1→正規王座に認定                                       |
| 51           | 2007年3月17日  | ☆    | 12R      | 判定 3-0     | マルコ・アントニオ・バレラ           | メキシコ       | WBC世界スーパーフェザー級タイトルマッチ                       |
| 52           | 2007年11月3日  | ☆    | 12R      | 判定 3-0     | ロッキー・ファレス                   | アメリカ合衆国 | WBC防衛1                                                      |
| 53           | 2008年3月15日  | ★    | 12R      | 判定 1-2     | マニー・パッキャオ                   | フィリピン     | WBC陥落                                                       |
| 54           | 2008年9月13日  | ☆    | 11R 2:55 | TKO          | ホエール・カサマヨール               | キューバ       |                                                               |
| 55           | 2009年2月28日  | ☆    | 9R 2:40  | KO           | ファン・ディアス                     | アメリカ合衆国 | WBA・WBO世界ライト級王座決定戦 WBA・WBO・IBO獲得              |
| 56           | 2009年9月19日  | ★    | 12R      | 判定 0-3     | フロイド・メイウェザー・ジュニア     | アメリカ合衆国 |                                                               |
| 57           | 2010年7月31日  | ☆    | 12R      | 判定 3-0     | ファン・ディアス                     | アメリカ合衆国 | WBA防衛1・WBO防衛1                                            |
| 58           | 2010年11月27日 | ☆    | 9R 2:14  | TKO          | マイケル・カティディス               | オーストラリア | WBA防衛2・WBO防衛2                                            |
| 59           | 2011年7月16日  | ☆    | 1R 1:46  | TKO          | リカル・ラモス                       | コロンビア     |                                                               |
| 60           | 2011年11月12日 | ★    | 12R      | 判定 0-2     | マニー・パッキャオ                   | フィリピン     | WBO世界ウェルター級タイトルマッチ                             |
| 61           | 2012年4月14日  | ☆    | 12R      | 判定 3-0     | セルゲイ・フェドチェンコ             | ウクライナ     | WBO世界スーパーライト級暫定王座決定戦→正規王座に認定          |
| 62           | 2012年12月8日  | ☆    | 6R 2:59  | KO           | マニー・パッキャオ                   | フィリピン     |                                                               |
| 63           | 2013年10月12日 | ★    | 12R      | 判定 1-2     | ティモシー・ブラッドリー             | アメリカ合衆国 | WBO世界ウェルター級タイトルマッチ                             |
| 64           | 2014年5月17日  | ☆    | 12R      | 判定 3-0     | マイク・アルバラード                 | アメリカ合衆国 | WBOインターナショナルウェルター級王座決定戦                   |
| テンプレート |                |      |          |              |                                      |                |                                                               |

## 獲得タイトル
- NABO北米フェザー級王座
- NABF北米フェザー級王座
- USBA全米フェザー級王座
- WBOインターナショナルウェルター級王座
- IBF世界フェザー級王座
- WBA世界フェザー級スーパー王座
- WBO世界フェザー級暫定王座（正規王座に認定）
- WBO世界フェザー級王座
- WBC世界スーパーフェザー級王座
- WBO世界ライト級王座
- WBA世界ライト級スーパー王座
- WBO世界スーパーライト級暫定王座（正規王座に認定）
- WBO世界スーパーライト級王座
- IBO世界ライト級王座
- リングマガジン世界ライト級王座

＜備考＞
- WBOChampion of the Decade王座

## 数々の不運と不遇・エピソード
攻防兼備のスタイルでありながら真正面からの壮絶な打ち合いをした上でのKO勝利を連発するなど、数々の名勝負を繰り広げ、ボクシングの歴史に残る名ボクサーとして人気・実力を兼ね備えたスター選手でありながら、プロデビュー前から続く多くの不運や不遇な扱いを受けていることでも知られている。
前述の通り、プロデビュー直前にオレンジを取ろうと木に登った際に落下して背骨に重傷を負ってプロデビューは2年遅れたのを筆頭に、プロデビュー戦では初回に3度のダウンを奪うが、2回開始時に反則負け。この時の対戦相手がコミッション・ドクターのお抱え選手であったため、露骨な贔屓判定によって黒星を付けられてしまった。トレーナー兼マネージャーのイグナシオ・ベリスタインは「事前にそのことを調査していなかった我々のミスだ」と後に反省している。
この1件によってメキシコ国内では目をつけられてしまい、プロ2戦目で8回戦経験者、4戦目で14戦全勝全KOが相手という過酷な試合を戦うはめになったが、それぞれ対戦相手の顎を割って逆に引退させるなど逆境をものともしない強さを発揮。世界王座初挑戦を実現させるべく、アメリカ・フォーラム社とプロモート契約を結ぶが、世界ランク1位となった頃に同社が閉幕するという憂き目に遭った。こういった経緯もあり、マルケスがWBO世界フェザー級1位として22ヶ月連続でWBO世界フェザー級王者ナジーム・ハメドの指名挑戦者として君臨していたが、WBOはハメドがマルケス以外の相手と戦うことを許可し続けたため、挑戦することができなかった。
ようやく実現した世界王座初挑戦においても、WBA世界フェザー級王者フレディー・ノーウッドから実質2度のダウンを奪ったにもかかわらず、レフェリーはダウンをとらないという不運に遭い、王座獲得ならず。
2000年〜2002年の間はKO勝ちを連発して破竹の快進撃を続けて主要4団体のうち3団体で世界ランク1位の指名挑戦者になるなどフェザー級最強の呼び声も高い実績を作ったが、長い間世界王座に挑戦できなかった。そのためマルケスは「The best fighter without a world title（無冠の帝王）」と呼ばれるようになった。
さらに、王者となって以降の2004年5月8日、マニー・パッキャオと対戦し、1ラウンドに3度のダウンを奪われるが、その後の猛反撃して壮絶な激闘の末に三者三様の引き分けでの防衛に成功。なお、1ラウンド目に3度目のダウンを奪われた際にパッキャオが追撃を浴びせる反則行為を行った。この反則について、両陣営が共にテレビ出演した際にパッキャオは「マルケスの右手はロープを掴んでいたので、サウスポー構えの私の角度からはマルケスの左手がキャンバスに着いているのが見えなかったため、まだダウンしていないと思って追撃してしまった。それに戦っている最中なので本能的に追撃してしまった面もある」と語った。なお、マルケスは「たしかに反則だが、あれは卑怯だとは思わない。一連の流れの中でパッキャオのパッションが爆発してしまったので仕方ない」と言って非難せずに潔く認めている。この反則打を受けたマルケスが立ち上がってファイティング・ポーズを取って試合続行の意思表示をした後、レフェリーがマルケスに「反則のダメージが回復するまで休んでいい」と指示したが、中島利光を除くマルケスのセコンド陣とマルケス本人が英語の指示を理解できず、ダメージが回復しないうちに即続行となってしまう不運にも起きた。
この試合は名勝負であったが故に当然、再戦が期待された。しかし、再戦のための交渉で挑戦者パッキャオには100万ドル以上のファイトマネーが提示されたのに対して、王者マルケスには75万ドルのファイトマネーが提示された。マルケスのトレーナー兼マネージャーを務めるイグナシオ・ベリスタインが「安すぎる!苦労して手に入れた世界王座を安売りできない!あくまでこちらが王者なのだから敬意を払うべきだ!」とオファーを拒否。
その後、パッキャオはエリック・モラレスとの対戦での100万ドルを獲得、モラレスとの再戦では200万ドル以上と巨額のファイトマネーを稼いだのに対して、その後行われたマルケスの2度の防衛戦でのファイトマネーは2試合合わせてもパッキャオとの再戦の提示額の半分にも満たなかった。
さらにマルケス兄弟は有力プロモータートップランクの傘下に加わったにもかかわらず、パッキャオとの再戦を拒否した制裁を受けるかのように、ビッグマッチの実現に非協力な姿勢を取られたり、マルケス兄弟の防衛戦の大々的な宣伝を拒否されるなど不遇な扱いを受け続けた。
さらにIBFの指名戦を成立させるプロモーターが現れなかったため、プロモーターであるはずのトップランクに見殺しにされた形でIBF王座を剥奪され、同時にWBAスーパー王座のタイトルも剥奪される憂き目に遭った。
なおも不運は続き、世界タイトル奪回を目指したクリス・ジョンとのWBA世界フェザー級王座戦は、プロモート権利が入札によって決められることになったが、この入札にトップランクは参加しようともしなかった。そのため、本来なら75万ドル以上を稼いでいるはずのスーパースターのマルケスが、インドネシアのボルネオ島のジャングルでわずか3万ドルのファイトマネーで戦わされることになった。しかも、この試合ではマルケスの普通のボディブローをレフェリーがローブローと判定するなど地元のジョンを露骨に贔屓し、結果、地元判定と言うべき不可解な判定によってマルケスは敗れてしまった。
また、2008年に実現したパッキャオとの再戦では1戦目を上回る僅差の名勝負となり、1-2の判定負けで王座から陥落。パッキャオを支持した二人のジャッジのうちの一人の採点は113-114とわずか1ポイント差だった。マルケスは試合直後から即座にパッキャオとのラバーマッチを要求し、マルケスのプロモーターであるゴールデン・ボーイ・プロモーションズのCEOリチャード・シェファーがパッキャオに600万ドルのファイトマネーを保証して交渉したがパッキャオに拒否されるなど、ここでも不運に泣かされている。
ジョン戦後は、世界タイトルを奪回し、3階級制覇も達成するなど、人気・実力ともに上昇の一途をたどるマルケスだが、マルケスと引き分けたパッキャオ、マルケスに敗北したマルコ・アントニオ・バレラらが数億円という巨額のファイトマネーを稼いでいるのに対して、マルケスのファイトマネーはあいかわらず5千万円前後に留まっていた。
2009年9月19日に現役復帰するフロイド・メイウェザー・ジュニアと144ポンド契約で対戦することとなるが、144ポンドという契約は両者間のプライベート契約であるため、メイウェザーは144ポンドを超過してもウェルター級以下までの体重であれば1ポンドにつき30万ドルの違約金を払うだけで失格にはならずに試合は成立した。そのため、144ポンドに減量したメイウェザーを想定して練習してきたマルケスに対し、「違約金を支払っても減量せずに万全の体調を整えることを優先してメイウェザーは最初から減量の努力をしようとしなかったので、同階級の試合として成立していない」という批判の声がある。また、マルケスはスーパーライト級以上の階級への挑戦はこの試合が初であったため動きが鈍く、減量疲れの無いメイウェザーに圧倒される場面もあった。
これらの事実があるため、マルケスのマネージャーのイグナシオ・ベリスタインは「トレーナーとしては超優秀、でもマネージャーとしては無能」と多くのメディアから言われており、「他の多くのボクサーたちがマルケス兄弟よりも金を稼いでいる。実力が彼らの半分にも満たないというのに」と暗にベリスタインを批判する記事も見られる（事実、2008年にオスカー・デ・ラ・ホーヤがベリスタインとトレーナー契約を結んだ際には「マネージメントに関しては一切口出しをしない事」を契約条項に入れたほどである）。
しかし、こうした逆風にさらされてもマルケス兄弟は「ベリスタインは私達のファミリーの一人だ」と言ってはばからず、ベリスタインとの契約も続けており、彼らの絆の深さと人柄の良さが現れている。（ただし、ラファエルはイスラエル・バスケスとの第3戦を最後にベリスタインと袂を分かっている＜※ただし、後任のダニエル・サラゴサはベリスタインの直弟子で現在も友好関係である＞）
2011年11月のマニー・パッキャオとの3度目の対戦では、上述のように結果は0-2の僅差判定負けであったものの、またしても「マルケスが勝っていた」との声も非常に多い。マルケスは「パッキャオとの3度の対戦は私の全勝だと思うが、なかでも第3戦は完璧に私の勝ちだ。自分のパフォーマンスには満足しているが、ジャッジの考えを変えるためにこれ以上どうすれば良いのかわからない。たとえパッキャオをダウンさせたって、彼らは立たせてまた戦わせるんじゃないだろうか」と判定への不満を露わにし、パッキャオとの第4戦はマルケスの母国メキシコでの開催を希望していたが、結局第4戦もラスベガスで行われることとなった。
なお、マルケスは自身のこれまでのプロ戦績について、「私は公式記録上では6敗1分があるが、私が本当に負けたと認めるのはメイウェザー戦の1敗のみで、他は全て不当な判定によって私の勝利が盗まれた」と語っている。
兄弟の試合を見ることに関して、弟のラファエルは「兄の試合はエキサイティングだから見ていて楽しいし、いつでも勝ってほしいと願っている」と答えているのに対して、兄ファン・マヌエルは「大事な弟の身体が打たれていて怪我だってするかもしれないと考えたら、怖くて心臓に悪いから出来るだけ見たくない」と答えている（兄に比べ、弟ラファエルは無理な体勢からでも打ちに行く攻撃的なスタイルのため、逆に打たれるということも多い）。

## ペイ・パー・ビュー売上げ
| 日付           | イベント                                                        | 売上げ  | テレビ局 |
| -------------- | --------------------------------------------------------------- | ------- | -------- |
| 2007年3月17日  | ファン・マヌエル・マルケス vs. マルコ・アントニオ・バレラ       | 22万件  | HBO      |
| 2008年3月15日  | マニー・パッキャオ vs. ファン・マヌエル・マルケス 2             | 40万件  | HBO      |
| 2008年9月13日  | ファン・マヌエル・マルケス vs. ホエル・カサマヨール             | 10万件  | HBO      |
| 2009年9月19日  | フロイド・メイウェザー・ジュニア vs. ファン・マヌエル・マルケス | 106万件 | HBO      |
| 2010年7月31日  | ファン・マヌエル・マルケス vs. ファン・ディアス 2               | 20万件  | HBO      |
| 2011年11月13日 | マニー・パッキャオ vs. ファン・マヌエル・マルケス 3             | 125万件 | HBO      |
| 2012年12月8日  | マニー・パッキャオ vs. ファン・マヌエル・マルケス 4             | 115万件 | HBO      |
| 2013年10月12日 | ティモシー・ブラッドリー vs. ファン・マヌエル・マルケス         | 37万件  | HBO      |